# Nicodemus Dodge och skelettet
Nicodemus Dodge och skelettet är en novell av Mark Twain från 1888 och handlar  om en lärling på ett tryckeri som ingen någonsin lyckas driva med, ostraffat.

## Bakgrund
Nicodemus Dodge och Skelettet ingår i samlingen Den stora franska duellen och andra berättelser. Den är en del av en samlingsvolym, gjord av Mark Twain's tidiga verk. Utgiven 1965. Skrevs år 1880

## Handling
En dag kommer en besynnerligt udda pojke in till ett tryckeri och ber att få tala med redaktören. Pojken är lång, benig och klädd i slitna kläder. Han introducerar sig själv som, Nicodemus Dodge och förklarar att han vill söka jobb på platsen som lärling. Hans uppträdande var kufiskt. Men redaktören är villig att ge honom en chans och väljer att intervjua pojken ändå. Kort efter får han jobbet.
Men samhället såg Nicodemus som det perfekta målet för att driva med. Det började med att George Jones givit honom en cigarr med fyrverkeri i. Men Nicodemus tänkte inte mycket på situationen och hade inga misstankar mot honom. Nästa kväll fick George en hink med iskallt vatten över sig. När Nicodemus badat i en flod, hade Tom McElroy gömt hans kläder. Nicodemus gjorde en brasa av hans. 
Till slut förstod de snabbtänkta upptågsmakarna att det inte var så lätt att utföra spratt mot ”fårskallen”. När en ung läkare föreslår att man ska placera en nyligen avliden alkoholists skelett i Nicodemus’ säng, tror de sig äntligen ha lyckats driva med honom. Men när de kikar in genom hans fönster sitter han på sin säng, och spelar på en nyköpt kam. Kulörta glaskulor, karameller, munspel och andra varor, ligger bredvid honom. Nicodemus hade sålt skelettet.

## Karaktärer
Huvudkaraktären är Nicodemus Dodge. En så kallad ”fårskalle” från Old Shelby. Han går nonchalant om sina dagar. Fastän han varken misstänker hans medmänniskor eller verkar bry sig om deras till synes harmlösa spratt, visar det sig ändå, att driva med honom inte är lika lätt som många hade trott.
Vi stöter på flera karaktärer genom novellen, varav bara ett par personer får namn. Mycket av deras personligheter framkommer aldrig, såsom berättelsen är mycket kort överlag.

## Platser
Novellen tar plats i Missouri, USA. Mark Twain var född och bodde i sina tidiga år i Missouri, av vilket man kan dra slutsatsen att det var därför han valde platsen.

## Språk och stil
Novellen är skriven i Mark Twain's speciella stil, med många komiska inslag. Den är berättad utifrån karaktären Mark Twain (The Tramp) i boken A Tramp Abroad. Boken, A Tramp Abroad, är skriven i förstapersonperspektiv. Karaktären Nicodemus Dodge, är i berättelsen ett minne som Twain återberättar när han nyligen kommit ihåg honom.

## Placering i tid
När novellen utspelar sig nämns inte i boken, men man vet att det var innan 1878, då boken tar sin början. Även att huvudkaraktären Twain inleder historien med "When I was a boy in a printing-office in Missouri", vilket leder oss till att tro att det här var från Twains tidigare dagar. Novellen innehåller flera drag som gör så att man vet ungefär när allt utspelar sig, även om man bara läst novellen. Som, att redaktören frågar till vilken kyrka Nicodemus' far tillhör, vilket var en vanlig fråga på en intervju förr i tiden.